# Helicopsyche nigrospinosa
Helicopsyche nigrospinosa là một loài Trichoptera trong họ Helicopsychidae. Chúng phân bố ở miền Australasia.